# 袁腾飞
袁腾飞（1972年2月8日—），中华人民共和国中学历史教师，中国共产党党员（现身份有效性不明）。1994年毕业于首都师范大学历史系，曾任首都师范大学附属中学历史课教师十三年，北京海淀区教师进修学校高级教师、历史教研员。曾参与北京市高考题與《高中新课标历史教材》（人民教育出版社）编写。2008年下半年登上中央电视台“百家讲坛”节目主讲“两宋风云”，并于2009年7月至8月播出，现已辞职，在网络平台做主播。近年主要活躍於YouTube平台，為Lifeano旗下成員。
2009年6月，袁腾飛在精華學校的講課片段被傳到优酷网上，受到一些網友的大力追捧，一度被民间称为“史上最牛历史老师”，但也受到许多网民的强烈反对，甚至有网民到精华学校欲与袁腾飞辩论，但学校未同意。中国中央电视台科教频道《百家讲坛》系列节目，先后推出由他主讲的《两宋风云》、《塞北三朝之辽》、《塞北三朝之西夏》、《塞北三朝之金》。

## 个人经历

### 早年经历
袁腾飞就读于北京市崇文区的一家普通中学，高三那年，由于历史成绩突出，被保送到北京师范学院历史系学习，大学三年级那年，学院改名为首都师范大学；他特别钟情于政治制度、少数民族史、以及战争史。1994年毕业，获得历史教育学学士学位，进入首都师范大学附属中学任教。2001年，29岁的袁腾飞获得中国全国教师教学大赛一等奖第一名。后来成为北京市中学高级教师、海淀区历史学科带头人，曾参与北京市高考历史科命题工作、以及高中历史課程教材的编写工作。2001年，于香港中文大学学习一个多月。2003年，通过全国专业技术人员职称英语等级考试英语B级，成为历史学高级教师。2007年，调入北京市海淀区高級進修學校，任历史学科研究员。
随着一系列幽默风趣的讲课视频公开后，袁腾飞迅速走红。视频片段在一个月内的点击量突破100万次；并被网友称为“史上最牛历史老师”。但是，袁腾飞本人对此称号却并不认同，他曾经在一次母校校友交流会的现场视频开场白中说：“……文无第一，武无第二。‘史上最牛的’（历史老师）就是一个恶搞，谁也不要当真，谁要当面跟我说，我跟谁急……”受中国中央电视台邀请，于2008年下半年，为其第十频道的《百家讲坛》节目，录制有关两宋历史的节目。最终，《两宋风云》在2009年暑假期间推出，受到社会关注；个人著作《两宋风云》同时配合发行。2010年4月到5月间，《百家讲坛》节目又推出袁腾飞录制的《塞北三朝》；讲述和两宋同时代的三个少数民族政权的历史，包括辽朝、金朝、以及西夏。但金朝和西夏的部分节目到2010年六月尚未开播。2013年6月，袁腾飞在微博中宣布金、夏部分在优酷视频平台上继续播出，而且节目不再是中央电视台的《百家讲坛》，而改为泰学传媒的《腾飞五千年》系列。

### 离开体制
根据袁腾飞在2020年12月13日在Youtube发布的影片《我为什么脱离体制》中的亲自叙述，他2007年已离开一线中学教师岗位，在被借调到教师进修学校任教四年之后，于2011年申请离开体制，其辞职没有被立刻批准，但袁腾飞不再去上班，期间学校仍支付他每月二千多元人民币的工资。两年后，2013年，他的辞职终于得到批准。关于辞职的原因，袁腾飞表示，历史课是中学鄙视链的最低端，历史科是中学里唯一没有任何竞赛的科目。最后导致他决心离开体制的原因，是他兼教初三历史课的时候，被排到下午第四节课，是学生们最累最困最饿的时间，而初三考高一是不考历史的，讲课无人爱听，彻底感到自己不被重视。另外有说法是，他不太喜欢当时中国教育体制要求的教学内容（例如中国近代史），而他擅长的世界战争史（例如18、19世纪欧洲史，两次世界大战）则没有被列入最新教学大纲。
此后，袁腾飞与泰学传媒合作，制作出版了“袁游”，“中华文明起源”等栏目，并持续更新。另外，袁腾飞加入了鼹鼠文化，於2016年4月12日首次以网络主播的身份在花椒直播平台上进行直播，并与网友进行问答互动，直播半個小時，觀看人數達40多萬，直到直播結束，袁騰飛的直播賬號冬粉的關注人數數量突破3萬人，點贊數增加到12萬，而收獲的花椒豆則達到16萬多，創下花椒平台上的直播第一名。
2018年中後，袁騰飛開始組織高品質的文史旅遊團，並由他親自擔任講解。主要踏足北京、天津、河北、日本、歐洲等地。
2019年11月在谷雨书院发表讲座，谈了美国近代史。

### 個人生活

#### 家庭
已婚並育有一子，乳名八頓。

#### 眼睛外观问题
袁腾飞于2010年5月出現眼睛外觀不對稱的問題，其自称是因为眼皮做手术所致。袁腾飞在YouTube表示，因其右眼皮无法正常张开而做了矫正手术，之后便造成了左右眼不对称的问题。医生也建议他在左眼也动手术，来保证两眼对称。但是袁腾飞觉得手术过程太过痛苦，便拒绝了医生的提议。

## 公众活动
- 2008年8月，正式录制《百家讲坛》节目。
- 2009年2月13日，被中央教育电视台《教育人生》邀请录制的访谈节目在中国教育电视台一套播出。
- 2009年7月13日，主讲《两宋风云》节目在中央电视台正式播出。
- 2009年9月5日，被中央电视台《小崔说事》邀请录制的访谈节目在中央电视台一套播出。
- 2009年12月10日，应邀至母校首都师范大学参加“校长邀你听讲座”第十三期暨“杰出校友成才之路系列漫谈”第六期，以“为往圣继绝学”为题为学生做励志讲座。
- 2010年3月，应邀至中国国家体操队做励志讲座。
- 2010年4月16日，主讲《塞北三朝》节目正式播出。
- 2011年8月2日，天津卫视、新浪合作“《水浒传》大剧共赢”共同制作的专题节目《飞德看水浒》正式上线，相声演员郭德纲和历史教师袁腾飞将分别讲述。这档特别节目先前被预告将于8月2日21:20开始在天津卫视、新浪同步播出，但最终却没有播出，天津卫视方面亦未作出解释。
- 2011年8月27日，在杭州标力大厦讲座。
- 2011年12月14日，袁腾飞受邀赴陕西服装工程学院演讲。
- 2012年10月21日，应邀至沈阳药科大学，以“中国传统文化在当代的继承与应用”为题为学生做励志讲座。
- 2013年7月16日，袁腾飞受邀为中国民生银行能源事业部的员工们进行主题为“穿越清代史，腾飞民生梦”的讲座，讲座地点在北京华滨国际大酒店名仕堂。
- 2013年8月11日，袁腾飞携新书塞北三朝来南京宣传，并举行签售会，在南京市鼓楼区文化艺术中心以“以古为镜 腾飞千年 - 中国传统文化的继承和发展”为题进行讲座。
- 2019年11月17日、23日，袁騰飛應谷雨書苑邀請，前往美國舊金山、紐約舉辦兩場以美國史為主題的大型座談演說，在美國華人圈中掀起一股袁騰飛旋風。

## 相关事件
2009年9月，袁腾飞被網路作家米兰Lady指出袁腾飞在他的新书《两宋风云》中抄袭其小说中的内容桥段。原小说作者指出袁腾飞在他的小说中虚构的情节和其撰写的连载小说中的情节极其相似，遂认为袁腾飞涉嫌抄袭。袁腾飞随后回应称其在写书时参考的完全都是史实，并未参考小说，如果两者真的相似，只能表示纯属巧合。
2010年4月，袁腾飞和出版商“磨铁图书”因版税纠纷而對峙法院。2011年4月，朝陽法院判決袁騰飛勝訴，磨鐵公司須向袁騰飛支付版稅111萬元。
2010年5月，袁腾飞以前在精华学校授课时批評毛泽东的讲课视频在网上被公开，其中袁腾飞向学生宣讲，保存毛泽东遗体的毛主席紀念堂是中国的“靖国神社”，里面“供奉的是一個双手沾满人民鮮血的刽子手”，而网路上一度传出袁腾飞被公安部门甚至国家安全部门所带走的猜测。由于袁腾飞指毛泽东与希特勒和斯大林，是人类二十世纪历史上三大“法西斯恶魔”，引发部分人不满。同日，有人在海淀区政府官方网站的“群众事务呼叫中心”对袁腾飞进行投诉；有关回复表示，袁腾飞于5月5日受到海淀教师进修学校领导的批评教育。警方否认刑拘袁腾飞。5月9日的下午，有网民到精华学校欲与袁腾飞辩论，未果。
2014年3月，袁騰飛因二戰（上）、（下）與一戰，三本新書著作權問題，遭到徐某提起訴訟，石景山法院審理後，認定徐某僅是受僱抄寫袁騰飛口述之內容，並沒有著作權，遂於同年6月10日判決袁騰飛勝訴。
2017年9月11日，袁腾飞的微博突然被关闭。有消息称，袁腾飞微博关闭可能与网络作家周小平于9月10日晚间发文批评袁腾飞的事情有关。周小平在《周小平：三打猿腾飞！你侮辱志愿军，成藏独组织导师，辱骂国人都是猪，你还有脸上网？》批评称，袁腾飞侮辱中国人民志愿军，并针对袁腾飞就西藏等问题发表的看法进行狠批。后来袁本人的微信留言称，他的微博账号因“煽动性过强，涉及相关法律依据过多”而被国家网信办销号。
2021年11月25日，袁腾飞再次因不明原因在大陆地区遭到封杀，其于循迹讲堂及其他多个在线平台所发布的各类节目均遭到下架。袁腾飞所任职的泰学传媒公司并未就此给出相关解释，仅于平台向订阅者发布消息称因不可抗力影响不得不对袁腾飞的相关课程进行下架处理，希望大家谅解。
自2023年6月28日開始，袁腾飞的YouTube頻道暂停更新近快3个星期，直至7月20号以后才重新上載新影片，但是以AI头像与声音出镜，而頻道名稱及頭像亦變成了“Lifeano Club”。

## 评价

### 正面评价
袁腾飞的导师，首都师范大学历史系教授，历史教学研究会原副理事长兼秘书长友西教授称赞了袁腾飞的教学方法及尊重老师的行为。
中国社会评论家李承鹏认为，袁腾飞“不是按照规定教授‘历史是什么’，而是尝试告诉学生‘历史不是什么’”。
80后作家韩寒曾在博文《那些洗不干净的葱们》中支持袁腾飞。
中国人民大学政治系教授、博士生导师张鸣表示：“我们的教育是标准答案教育……这样的中学教育，能出来一个袁腾飞，把历史讲得这样生动、好玩……一个能激发学生兴趣的老师，无论如何都是好老师。” 对于袁腾飞的非议，应该反思的是教育本身的问题，“而不是把学术争议上升到意识形态”。
复旦大学教授钱文忠对袁腾飞评价较高。
阿里巴巴董事長馬雲，曾當著高曉松的面，評價袁騰飛，「我最近在網上看有個講歷史的，叫袁騰飛是吧這個老師，我覺得講的很有意思，我覺得他講的有道理，讓我對歷史，也去翻一翻，看對不對。而且我有的時候，覺得就應該這樣的……有些東西是去啟迪孩子們，讓孩子們對這件事情有興趣，是多麼重要。」

### 负面评价
还有网民称袁腾飞为“历史发明家”。中国社科院历史学者雷颐在接受《东方早报》采访时表示，袁腾飞和“百家讲坛”不断用虚构的历史和错误史实来提高节目收视率；将一些小说内容，拿来当历史讲，有众多低级的常识性史实错误。复旦大学历史系宋史学者姜鹏认为，用虚构的小说去讲史，是对学生的不负责任。
时事评论家魏英杰评价他：“把小说当历史，把讲坛当学术，把课案当作品，乱得一塌糊涂”。
在投诉袁腾飞的信件中，投诉者把袁腾飞的思想形容为“唯心主义的、更是反动的、有害的。是否定深入人心的社会主义历史”，“他的行为是否涉嫌‘煽动分裂国家罪’？作为一个党员，是否没有起码的党性？希望有关部门重视起来，尽快给予社会一个满意的答复。”
中国人民解放军军事科学院战役战术研究部副军职研究室主任、研究员杨凤安和军事科学院世界军事研究部副部长、研究员罗援以不点名的方式严厉批评了曾发明“挂炉烤鸭”说法的袁腾飞，评价其为奸佞小人。
2015年6月22日，中國旅美作家暨反對派人士方舟子发表声明，声称袁腾飞著作《世界历史很有趣：袁腾飞讲美国史》，涉嫌抄袭其《假做真时──美国皇帝诺顿一世传奇》，并详细列出其涉嫌抄袭的细节对比，批评其行为。
2017年9月14日，中国社会科学院国家文化安全与意识形态建设研究中心官方微博“思想火炬”再次转发了《红旗文稿》于2017年1月发布的文章，批评袁腾飞“长期散播历史虚无主义”，“对党和国家的革命、建设进程中的重大历史事件进行造谣与歪曲，对开国领袖和民族英雄极尽污蔑和诋毁之能事，在网络上造成了极其恶劣的影响。”

## 著作
- . 中国少年儿童出版社. 2001-09. ISBN 9787500753667.
- . 陕西师范大学出版社. 2009-07. ISBN 9787561347249.
- . 上海锦绣文艺出版社. 2009-08. ISBN 9787545204476.
- . 花山文艺出版社. 2009-12. ISBN 9787807557203.
- . 寧夏人民出版社. 2010-05. ISBN 9787227044741.
- . 希望出版社. 2010-07. ISBN 9787537948258.
- . 武汉出版社. 2012-06. ISBN 9787543068759.
- . 武汉出版社. 2012-07. ISBN 9787543068766.
- . 武汉出版社. 2012-07. ISBN 9787543068773.
- . 湖南人民出版社. 2013-01. ISBN 9787543889071.
- . 湖南人民出版社. 2013-04. ISBN 9787543892194.
- . 湖南人民出版社. 2013-07. ISBN 9787543894327.
- . 电子工业出版社. 2013-08. ISBN 9787121207969.
- . 电子工业出版社. 2013-08. ISBN 9787121207983.
- . 电子工业出版社. 2013-08. ISBN 9787121207976.
- . 湖南人民出版社. 2013-10. ISBN 9787543897090.
- . 电子工业出版社. 2014-05. ISBN 9787123446908.
- . 民主与建设出版社. 2015-06. ISBN 9787513906555.

### 最新出版
- 《战争就是这么回事儿 ── 袁腾飞讲世界近代战争上》
- 《战争就是这么回事儿 ── 袁腾飞讲世界近代战争下》
- 《战争就是这么回事儿 ── 袁腾飞讲世界中世纪战争》
- 《可爱的王朝 ── 袁腾飞讲宋朝》
- 《这个历史挺靠谱》